# Fuencaliente
Fuencaliente – gmina w Hiszpanii, w prowincji Ciudad Real, w Kastylii-La Mancha, o powierzchni 269,85 km². W 2011 roku gmina liczyła 1111 mieszkańców.